# Rubin Tibor
Rubin Tibor ("Ted") (Pásztó, 1929. június 18. – Garden Grove, Kalifornia, 2015. december 5.) magyar zsidó származású holokauszttúlélő, amerikai katona, akit 2005. szeptember 23-án a koreai háborúban tanúsított hősiességéért George W. Bush amerikai elnök a legmagasabb rangú amerikai kitüntetéssel, a Medal of Honorral tüntetett ki. Idős korában a kaliforniai Garden Grove-ban lakott.
Rubint számos esetben terjesztették fel kitüntetésekre, de felettese antiszemitizmusa miatt a felterjesztések nem jutottak tovább. A Washington Post egyik cikke szerint „Rubin kitüntetési jelölésének támogatására számos katonatársa úgy reagált, hogy az őrmesterük antiszemita nézeteket vallott és kifejezetten veszélyes küldetésekre küldte Rubint, azt remélve, hogy Rubin azokon az életét veszti.”

## Magyarországi gyermekkora
Rubin az egykor 120 zsidó család által lakott Pásztón született cipészcsaládba. Öt testvére volt. Tizenhárom éves korában édesapja és mostohaanyja megpróbálta Svájcba küldeni, hogy megmeneküljön a náciktól, de az olasz határon elfogták és a mauthausen-guseni koncentrációs táborába deportálták. Tizennégy hónapot töltött a táborban, míg végül 1945 májusában az amerikai hadsereg felszabadította. Édesapja a buchenwaldi koncentrációs táborban, mostohaanyja és Ilona nevű húga Auschwitzban vesztette életét.

## Amerikai kivándorlása
Rubin 1948-ban érkezett New Yorkba, ahol először cipészként, majd hentesként dolgozott. 1949-ben megpróbált az amerikai hadseregbe jelentkezni, egyrészt azt remélve, hogy így hamarabb juthat amerikai állampolgársághoz, másrészt abban bízva, hogy bejuthat a hadsereg chicagói hentesiskolájába. Mivel akkor szinte alig beszélt angolul, a felvételi nyelvismereti vizsgája nem sikerült. 1950-ben újra próbálkozott, két vizsgatársa segítségével átment a vizsgán és felvették a hadseregbe.

## Antiszemitizmus a hadseregben
1950 júliusában Rubin közlegényt az 1. gépesített hadosztály 8. ezredének 1. század tagjaként bevetették a koreai háborúban. Koreában Artice V. Watson őrmester lett a felettese, aki többek szerint antiszemita nézetei miatt állandóan a legveszélyesebb küldetésekre és őrjáratokra küldte Rubint. Ezt később az őrmester alatt szolgáló tucatnyi katonatársa eskü alatt is megerősítette.
A bajtársai tanúvallomásai szerint az egyik ilyen veszélyes küldetés során Rubin az egész század visszavonulását egymaga fedezte 24 órán át az észak-koreaiak támadásával szemben. Ezért, és számos hasonló hősi cselekedetéért Rubint két különböző parancsnoka három alkalommal is felterjesztette a Medal of Honorra. Mindkét parancsnoka a felterjesztés után nem sokkal az életét vesztette, viszont Watsonnak parancsba adták a kitüntetés megítéléséhez szükséges dokumentáció elkészítését. Rubin katonatársai közül többen is jelen voltak akkor, amikor Watsonnak ezt a parancsot megadták, és mindannyian meg voltak arról győződve, hogy Watson szánt szándékkal szegte meg a parancsot. Harold Speakman őrvezető eskü alatt vallotta: "úgy érzem, hogy Watson főtörzs akár a saját testi épségét is kockára tette volna, ha azáltal megakadályozhatta, hogy egy zsidó származású katonát Medal of Honorral tüntessenek ki."

## Kínai fogsága
1950 októberének vége felé a Jalu folyó kínai oldalán felsorakozó kínai haderő átlépte az észak-koreai határt és lerohanták a felkészületlen amerikaiakat. Miután ezredének nagy része megsemmisült, a súlyosan megsebesült Rubin fogságba esett és az elkövetkező 30 hónapot egy kínai hadifogolytáborban töltötte.
Az állandó éhséggel, szennyel és betegségekkel küszködő amerikai katonák nagy része feladta a túlélést. "Senki sem akart senki máson segíteni, mindenki csak magára gondolt," írta Leo A. Cormier Jr. őrmester.
Rubin másként kezelte a helyzetet. Szinte minden reggel kilopódzott a táborból, hogy megdézsmálja a kínai és észak-koreai ellátmányt, jól tudván, hogy lebukása azonnal kivégzéshez vezetne. "A katonák között egyforma mértékben osztotta szét az ételt. Vigyázott ránk, ápolt minket, szükség esetén a latrinára is kivonszolt. Sok jótettet hajtott végre, amit ő a zsidó hagyományok szerinti micvának, jótéteménynek tekintett... Ő nagyon vallásos zsidó volt, és embertársai megsegítését tartotta a legfontosabbnak," emlékezett vissza Cornier őrmester. A hadifogolytábor túlélői Rubint tartották megmentőjüknek.
Rubin számos esetben megtagadta esetleges magyarországi hazaszállítását, mivel az ország akkor már a vasfüggönyön túlra került.